# Rødovre
 Denne artikel handler om bydelen Rødovre. Ordet Rødovre bruges ofte også som en kort betegnelse for Rødovre Kommune.
Rødovre er en bydel i Storkøbenhavn med 44.617 indbyggere  (2025), beliggende ca. 10 kilometer vest for Rådhuspladsen mellem Glostrup mod vest, Brøndbyøster mod sydvest, Hvidovre mod syd, Valby mod sydøst, Vanløse mod øst, og Herlev mod nordvest.

## Etymologi
Mens sidste led i navnet, -ovre, kommer af det olddanske awartha, der betyder "åbrink" eller "bevogtet sted ved åen", hentydes der med første led Rød- sandsynligvis til den lokale kirkes farve, som modsætning til den hvide kirke i Hvidovre.

## Historie
Rødovre er reelt at betragte som sammenfaldende med Rødovre Sogn foruden sognene Hendriksholm, Grøndalslund og Islev.
Rødovre hed i middelalderen "Aworthæ ofræ", senere Ovre (Offre) øvre og Ovre nørre eller Ovre ved Dammen, hørte oprindelig lige som Hvidovre til Smørum Herred og var i sin tid et eget pastorat.
Bydelen Islev var frem til 1575 en landsby i sognet. Da landsbyen blev nedlagt fik området navnet Islevmark/Islemark.

### Svenskekrigene
Efter at kirken var ødelagt under Karl Gustav-krigene, beordredes beboerne den 10. april 1660 at søge Brønshøj Kirke, og 1671 blev det endelig lagt som anneks til dette sogn.

### Landsbyfællesskabets tid
I 1682 talte landsbyen 13 gårde og fem huse uden jord. Det dyrkede areal var 785,4 tdr. land skyldsat til 133,35 tdr. hartkorn. Dyrkningsformen var 2-vangsbrug, hvilket var en udbredt dyrkningsform på "Heden" mellem København, Roskilde og Køge. Ifølge en undersøgelse var udsædens fordeling i 1635: 14 % rug, 57 % byg og 30 % havre. Rødovre havde en dyrkningsvariant med 2 vange og 2 rughaver, idet rughaven i Søndervangen havde rotationen 1/1.

### Vestenceinten
I slutningen af 1800-tallet byggedes det store forsvarsværk omkring København, Vestenceinten, der gennemskar sognets nordvestlige hjørne, hvilket bevirkede en vedvarende adskillelse mellem Rødovre og Islemark. Desuden anlagdes i tilknytning til forsvarsværket et krudtmagasin.

### Forstadsudviklingen
Rødovre opretholdt sit landlige præg frem til begyndelsen af 1900-tallet. Bebyggelsen bestod ved århundredeskiftet endnu kun af landsbyen Rødovre ved vestsiden af Damhussøen med kirke og skole samt Islemark, der karakteriseredes som "med meget spredt liggende Huse" med fattiggård for Brønshøj-Rødovre sogne med plads til 90-100 lemmer. Ved landevejen mellem København og Roskilde lå Damhuskroen og gården Hendriksholm. Af andre større gårde fandtes kun Islegaard og Islehus.
Endnu i 1910 var landbrug den dominerende arealudnyttelse dog suppleret med gartneri med henblik på det nærliggende københavnske marked. Da jernbanen mellem København og Roskilde gik sønden om sognet og lå forholdsvis langt fra den historiske bebyggelse, tog det tid inden, at Rødovre blev inddraget i den fremadskridende forstadsudvikling vest for hovedstaden. Først omkring 1930 var der skabt et sammenhængende forstadsområde mellem jernbanen og den historiske bebyggelse omfattende sognets sydøstlige del samt mere spredt bydannelse andre steder i sognet.

### Antal indbyggere
Frem imod 1960 skete der en næsten fuldstændig udbygning af sognekommunen. Befolkningsudviklingen mellem 1930 og 1962 afspejles i følgende tal: 1930: 5.836 indbyggere, 1935:9.233 indbyggere, 1940: 12.443 indbyggere, 1945: 14.780 indbyggere, 1950: 18.704 indbyggere, 1955: 27.007 indbyggere, 1960: 39.345 indbyggere og 1962: 43.134 indbyggere. Rødovres inddragelse i Storkøbenhavn understreges af, at 3.560 indbyggere i 1957 arbejdede i København. Udviklingen indebar, at mere end halvdelen af Rødovres indbyggere arbejdede i København. Frem til 1965 var befolkningen voksende, men i anden halvdel af 1960-erne begyndte befolkningstallet at falde, idet kommunen nu var helt udbygget og vækstzonen havde spredt sig til fjernere liggende områder.

### Rødovre Centrum
Rødovre Centrum åbnede 1. april 1966 som Danmarks første egentlige indendørsindkøbscenter. Det blev lagt ved Rødovre Rådhus på hjørnet af Tårnvej og Rødovre Parkvej et stykke nord for Rødovres gamle indkøbsgade Roskildevej som supplement til butikssamlingerne langs byens større veje.

## Venskabsbyer
- Järvenpää
- Lørenskog
- Täby